# Camaldoli (Napoli)
I Camaldoli (in napoletano 'e Camaldule) sono una frazione e zona di Napoli che fa parte del quartiere dell'Arenella nella V Municipalità e di Soccavo e Pianura nella Municipalità IX, prendono il nome dall'omonimo rilievo collinare.

## Geografia fisica
I Camaldoli si collocano in un'area prevalentemente montuosa a nord del capoluogo, distaccata dal centro cittadino e dai quartieri limitrofi, sono confinanti ad ovest dell'Arenella e della zona ospedaliera, a nord del quartiere di Soccavo, a nord-est di Pianura e a sud dei Guantai, fino ad arrivare al comune confinante di Marano di Napoli, sono inoltre noti per essere il punto più alto della città di Napoli ed offrono svariate vedute panoramiche sulla città e sul mare.

## Monumenti e luoghi d'interesse

### Parco urbano dei Camaldoli
Il Parco Urbano dei Camaldoli (inaugurato nel 1980) è parte integrante della collina dei Camaldoli ed è stato completato nel 1996, anno in cui è stato aperto al pubblico. La sua superficie è di circa 135 ettari di superficie boschiva.

### Eremo dei Camaldoli
Sul punto più alto dei Camaldoli è presente l'edificio dell'Eremo dei Camaldoli, fondato nel 1585 dalla famiglia D'Avalos, fu distrutto per ben due volte, da Napoleone nel 1807 e la seconda per volere dei Savoia nel 1866, dal 1885 tornò ad essere un luogo gestito dai Benedettini Camaldolesi, attualmente ospita le suore brigidine.